# Pakkotjärnen
Pakkotjärnen är två varandra näraliggande småsjöar mellan bergen Alep Báhkkotjåhkkå och Lulep Báhkkotjåhkkå i Jokkmokks kommun i Lappland, Sverige:
- Pakkotjärnen (södra), sjö i Jokkmokks kommun, 66°55′11″N 19°41′24″Ö / 66.9198°N 19.69°Ö (3,46 ha)
- Pakkotjärnen (norra), sjö i Jokkmokks kommun, 66°55′22″N 19°41′32″Ö / 66.9227°N 19.6921°Ö (2,88 ha)